# 松鐸
松鐸（?—?），后更名松溥，爱新觉罗氏，满洲鑲白旗人，清朝政治人物、進士出身。
光緒癸巳举人，二十年（1894年），参加光緒甲午科殿試，登進士二甲108名。同年五月，以主事分部学习。